# تپه چهار فرسخ
تپه چهار فرسخ مربوط به دوره ساسانیان است و در شهرستان نهبندان، روستای چهارفرسخ واقع شده و این اثر در تاریخ ۲۵ اسفند ۱۳۷۹ با شمارهٔ ثبت ۳۴۶۶ به‌عنوان یکی از آثار ملی ایران به ثبت رسیده است.